# Barranquilla, Oaxaca
Barranquilla är en ort i Mexiko.   Den ligger i kommunen San Pedro Pochutla och delstaten Oaxaca, i den sydöstra delen av landet, 500 km sydost om huvudstaden Mexico City. Barranquilla ligger 148 meter över havet och antalet invånare är 199.
Terrängen runt Barranquilla är kuperad söderut, men norrut är den platt. Terrängen runt Barranquilla sluttar söderut.  Närmaste större samhälle är San Pedro Pochutla, 1,2 km nordväst om Barranquilla. 